# Liste der Kulturgüter in Morges
Die Liste der Kulturgüter in Morges enthält alle Objekte in der Gemeinde Morges im Kanton Waadt, die gemäss der Haager Konvention zum Schutz von Kulturgut bei bewaffneten Konflikten, dem Bundesgesetz vom 20. Juni 2014 über den Schutz der Kulturgüter bei bewaffneten Konflikten sowie der Verordnung vom 29. Oktober 2014 über den Schutz der Kulturgüter bei bewaffneten Konflikten unter Schutz stehen.
Objekte der Kategorien A und B sind vollständig in der Liste enthalten, Objekte der Kategorie C fehlen zurzeit (Stand: 1. Januar 2023).

## Kulturgüter
| Foto | | Objekt | Kat. | Typ | Standort                                           | Beschreibung                                                        |
| ---- | -------------------------------------------------------------------------------------------------- | --- | ---- | --- | -------------------------------------------------- | ------------------------------------------------------------------- |
| ja   | Datei hochladen · Wikidata zu Ehemalige Auberge de la Croix Blanche (Q2845852)                     | Ehemalige Auberge de la Croix Blanche / Ancienne Auberge de la Croix Blanche KGS-Nr.: 06276                                                    | A    | G   | Grand-Rue 72 527786 / 151272                       |                                                                     |
| ja   | Datei hochladen · Wikidata zu Schloss Morges (Q1108722)                                            | Burg Morges und Arsenal / Château de Morges et arsénal KGS-Nr.: 06277                                                                          | A    | G   | Place de la Navigation 2 527699 / 151035           |                                                                     |
| ja   | Datei hochladen · Wikidata zu Reformierte Kirche Morges (Q3517590)                                 | Reformierte Kirche / Temple KGS-Nr.: 06281 | A    | G   | Place de l’Église 2 527988 / 151479                |                                                                     |
| ja   | Datei hochladen · Wikidata zu Maison Blanchenay (Q3278626)                                         | Gebäude / Bâtiment KGS-Nr.: 06283 | A    | G   | Grand-Rue 54 527815 / 151322                       |                                                                     |
| ja   | Datei hochladen · Wikidata zu Maison Linder (Q3278849)                                             | Gebäude / Bâtiment KGS-Nr.: 06287 | A    | G   | Grand-Rue 94 527727 / 151208                       |                                                                     |
| ja   | Datei hochladen · Wikidata zu Rathaus (Q3146164)                                                   | Rathaus / Hôtel de Ville KGS-Nr.: 06291 | A    | G   | Place de l’Hôtel de Ville 3 527806 / 151201        |                                                                     |
| ja   | Datei hochladen · Wikidata zu Waadtländisches Militärmuseum Morges (Q3330647)                      | Museum in der Burg Morges / Musée dans le Château de Morges KGS-Nr.: 08688                                                                     | A    | S   | Place de la Navigation 527705 / 151029             |                                                                     |
| ja   | Datei hochladen · Wikidata zu Les Roseaux (Q3324041)                                               | Les Roseaux / La Grande Cité, bronzezeitliche Seeufersiedlung Les Roseaux / La Grande Cité, station lacustre de l’âge de bronze KGS-Nr.: 09695 | A    | F   | Quai Igor-Stravinsky 528600 / 151951               | Teil des UNESCO-Welterbes «Prähistorische Pfahlbauten um die Alpen» |
| BW   | Datei hochladen                                                                                    | Stations de Morges, bronzezeitliche Seeufersiedlungen / Stations de Morges, stations lacustres de l’âge de bronze KGS-Nr.: 16730               | A    | F   | 528180 / 151405                                    | Teil des UNESCO-Welterbes «Prähistorische Pfahlbauten um die Alpen» |
| ja   | Datei hochladen · Wikidata zu Casino de Morges (Q16024886)                                         | Casino-Théâtre KGS-Nr.: 16917 | A    | G   | Place du Casino 4 527933 / 151256                  |                                                                     |
| BW   | Datei hochladen · Wikidata zu Haus (Q29891207)                                                     | Haus / Maison KGS-Nr.: 06284 | B    | G   | Grand-Rue 71 527831 / 151268                       |                                                                     |
| ja   | Datei hochladen · Wikidata zu (Q29891196)                                                          | Ehemaliges Haus Redard / Ancienne maison Redard KGS-Nr.: 06285                                                                                 | B    | G   | Grand-Rue 83 527781 / 151209                       |                                                                     |
| BW   | Datei hochladen · Wikidata zu (Q29891210)                                                          | Haus / Maison KGS-Nr.: 06286 | B    | G   | Grand-Rue 84 527748 / 151248                       |                                                                     |
| BW   | Datei hochladen · Wikidata zu Pfarrhaus (Q29891198)                                                | Pfarrhaus / Cure KGS-Nr.: 06288 | B    | G   | Place de l’Église 3 527978 / 151434                |                                                                     |
| ja   | Datei hochladen · Wikidata zu St-François-de-Sales Church (Q29891200)                              | Kirche Saint-François-de-Sales / Église Saint-François-de-Sales KGS-Nr.: 06289                                                                 | B    | G   | Rue du Rond-Point 2 527929 / 151299                |                                                                     |
| BW   | Datei hochladen · Wikidata zu Salzhaus (Q29891202)                                                 | Salzhaus / Grenier à sel KGS-Nr.: 06290 | B    | G   | Place du Casino 1 527899 / 151251                  |                                                                     |
| BW   | Datei hochladen · Wikidata zu La Gottaz, Landhaus (Q29891204)                                      | Landhaus La Gottaz / La Gottaz, maison de campagne KGS-Nr.: 06292                                                                              | B    | G   | Les Vergers-de-la-Gottaz 1 526885 / 151260         |                                                                     |
| BW   | Datei hochladen · Wikidata zu Herrschaftshaus La Gracieuse mit Wohnhaus und Bauernhaus (Q29891205) | Herrenhaus La Gracieuse mit Wohnhaus und Bauernhaus / La Gracieuse, maison de maître avec maison d'habitation et rural KGS-Nr.: 06293          | B    | G   | Chemin des Philosophes 16a, 18, 20 528457 / 152653 |                                                                     |
| ja   | Datei hochladen · Wikidata zu (Q29891221)                                                          | Maison de Seigneux KGS-Nr.: 06294 | B    | G   | Rue Docteur-Yersin 1 527913 / 151571               |                                                                     |
| BW   | Datei hochladen · Wikidata zu (Q29891222)                                                          | Maison Monod KGS-Nr.: 06295 | B    | G   | Rue Louis-de-Savoie 11 527959 / 151375             |                                                                     |
| ja   | Datei hochladen · Wikidata zu Hafen mit Türmchen und Mole (Q29891224)                              | Hafen mit Türmchen und Mole / Port avec tourelles et jetée KGS-Nr.: 06296                                                                      | B    | G   | Place de la Navigation 527874 / 151000             |                                                                     |
| BW   | Datei hochladen · Wikidata zu Präfektur, ehemalige Markthalle (Q29891227)                          | Präfektur, ehemalige Markthallen / Préfecture, anciennes halles KGS-Nr.: 06297                                                                 | B    | G   | Place du Port 1 527759 / 151098                    |                                                                     |
| BW   | Datei hochladen · Wikidata zu (Q29891209)                                                          | Haus / Maison KGS-Nr.: 06298 | B    | G   | Rue de Lausanne 6 527974 / 151564                  |                                                                     |
| ja   | Datei hochladen · Wikidata zu (Q29891228)                                                          | Gericht / Tribunal KGS-Nr.: 06299 | B    | G   | Place Saint-Louis 2 527927 / 151531                |                                                                     |
| ja   | Datei hochladen · Wikidata zu Museum Alexis Forel (Q3329046)                                       | Musée Alexis Forel KGS-Nr.: 08763 | B    | S   | Grand-Rue 54 527826 / 151315                       |                                                                     |
| BW   | Datei hochladen · Wikidata zu Archives communales de Morges (Q27485187)                            | Gemeindearchiv Morges / Archives communales de Morges KGS-Nr.: 08888                                                                           | B    | S   | Chemin du Banc-Vert 5a 527460 / 151898             |                                                                     |
| BW   | Datei hochladen · Wikidata zu Bibliothèque municipale de Morges (Q27485190)                        | Gemeindebibliothek / Bibliothèque municipale KGS-Nr.: 09371                                                                                    | B    | S   | Place du Casino 1 527907 / 151253                  |                                                                     |
| BW   | Datei hochladen · Wikidata zu Paderewski-Museum (Q27485198)                                        | Paderewski-Museum / Musée Paderewski KGS-Nr.: 14681                                                                                            | B    | S   | Place du Casino 1 527939 / 151267                  |                                                                     |
| BW   | Datei hochladen · Wikidata zu (Q29891216)                                                          | Haus / Maison KGS-Nr.: 14682 | B    | G   | Rue de Lausanne 8 527980 / 151594                  |                                                                     |
| BW   | Datei hochladen · Wikidata zu (Q29891219)                                                          | Haus / Maison KGS-Nr.: 14683 | B    | G   | Rue de Lausanne 10 527989 / 151614                 |                                                                     |
| BW   | Datei hochladen · Wikidata zu Haus (Q29891214)                                                     | Haus / Maison KGS-Nr.: 14684 | B    | G   | Rue de Lausanne 14 528007 / 151644                 |                                                                     |